# Zvonimir Cimermančić
Zvonimir Cimermančić (ur. 26 sierpnia 1917 w Zagrzebiu, zm. 14 maja 1979 tamże) – chorwacki piłkarz grający na pozycji napastnika. W swojej karierze rozegrał 17 meczów w reprezentacji Chorwacji i strzelił w niej 8 goli. Wystąpił także 9 razy w reprezentacji Jugosławii oraz zdobył w niej 3 bramki.

## Kariera klubowa
Swoją karierę piłkarską Cimermančić rozpoczął w klubie HŠK Concordia. Grał w nim w latach 1933–1934. W 1935 roku przeszedł do ŠK Slavija Varaždin, a w 1939 roku został zawodnikiem klubu Građanski Zagrzeb. Grał w nim do 1945 roku, czyli do czasu rozwiązania drużyny. W sezonie 1939/1940 wywalczył z Građanskim tytuł mistrza Jugosławii. Z kolei w 1943 roku został mistrzem Chorwacji.
W 1945 roku po rozwiązaniu Građanskiego Zagrzeb i utworzeniu na jego miejsce Dinama Zagrzeb Cimermančić odszedł do tego drugiego klubu. W 1947 roku został z Dinamem wicemistrzem kraju, a w 1948 - mistrzem. W sezonie 1949/1950 grał w innym klubie z Zagrzebia, Lokomotivie. W latach 1951–1954 ponownie grał w Dinamie. W 1951 roku wywalczył z nim wicemistrzostwo, a w 1954 - mistrzostwo Jugosławii. W 1951 roku zdobył też Puchar Jugosławii. W 1954 roku zakończył karierę.

## Kariera reprezentacyjna
W reprezentacji Jugosławii Cimermančić zadebiutował 22 września 1940 roku w przegranym 1:2 spotkaniu Pucharu Dunaju 1940 z Rumunią. W 1948 roku zagrał na Igrzyskach Olimpijskich w Londynie. Przyczynił się na nich do zdobycia przez Jugosławię srebrnego medalu. W reprezentacji Jugosławii od 1940 do 1948 roku rozegrał 9 meczów, w których strzelił 3 gole.
2 kwietnia 1940 Cimermančić roku zanotował debiut w reprezentacji Chorwacji w sparingu ze Szwajcarią (4:0) i w debiucie strzelił 2 gole. W kadrze Chorwacji od 1940 do 1944 roku wystąpił 17 razy i zdobył 8 bramek.